# Epidendrum lanipes
Epidendrum lanipes är en orkidéart som beskrevs av John Lindley. Epidendrum lanipes ingår i släktet Epidendrum och familjen orkidéer. Inga underarter finns listade i Catalogue of Life.